# سایبرپانک: اج رانرز
سایبرپانک: اج رانرز (به انگلیسی: Cyberpunk: Edgerunners)⁪ (ژاپنی: サイバーパンク エッジランナーズ هپبورن: Saibāpanku Edjirannāzu) مجموعه انیمه تحت وب محصول سال ۲۰۲۲ است که بر پایه بازی ویدیویی سایبرپانک ۲۰۷۷ از استودیوی سی‌دی پراجکت ساخته شده است. این مجموعه توسط استودیو تریگر از ژاپن با نظارت سی‌دی پراجکت از لهستان ساخته شد و در سپتامبر ۲۰۲۲ در نتفلیکس به نمایش درآمد. این انیمه که در دنیای سایبرپانک ساخته مایک پاندسمیت جریان دارد، به عنوان پیش‌درآمد بازی عمل می‌کند و وقایع آن حدود یک سال قبل از رویدادهای سایبرپانک ۲۰۷۷ است.
سایبرپانک: اج رانرز پس از انتشار نقدهای بسیار مثبتی دریافت کرد و با تمجید شخصیت‌ها، انیمیشن و جهان سازی آن رو به رو شد. در اکتبر ۲۰۲۲، سی‌دی پراجکت اعلام کرد که این اثر فصل دوم نخواهد داشت و به عنوان یک اثر مستقل برنامه‌ریزی شده بود ولی آماده همکاری با استودیو تریگر برای پروژه‌های آینده هستند.

## داستان
در جهانی که پر از فساد و جنایت است و ایمپلنت‌های سایبرنتیک بر انسان‌ها غلبه کرده، یک بچه خیابانی بی‌فکر ولی با استعداد به نام دیوید، پس از از دست دادن همه چیزش در یک تیراندازی با ماشین، تصمیم می‌گیرد تا در سمت اشتباه قانون به عنوان یک «ادج رانر» زنده بماند: یک مزدور با تکنولوژی بالا از بازار سیاه که به عنوان «سایبرپانک» نیز شناخته می‌شود.

## شخصیت‌ها
دیوید مارتینز (デイビッド・マルティネス Deibiddo Marutinesu)
صداگذاری شده توسط: کن (ژاپنی); زک آگیلار (انگلیسی)
یک نوجوان آمریکایی لاتین که دانشجوی برتر فرهنگستان معتبر آراساکا است. او که از خانواده‌ای بسیار فقیر است، دائما توسط همکلاسی‌هایش مورد قلدری قرار می‌گیرد و احساس می‌کند که به آن مدرسه تعلق ندارد. یک اتفاق ناگوار و ناگهانی او را به ترک تحصیل سوق می‌دهد و او را در مسیر تبدیل شدن به یک اِج‌رانرز قرار می‌دهد.
لوتسینا «لوسی» کوشینادا (ルーシー Rūshī)
صداگذاری شده توسط: آئویی یوکی (ژاپنی); امی لو (انگلیسی)
یک نت‌رانر جوان و مرموز است که درگیر رابطه‌ای عاشقانه با دیوید می‌شود و او را با دنیای جنایتکار نایت‌سیتی آشنا می‌کند. او به‌طور خاصی از ابر شرکت آراساکا نفرت دارد و آرزوی سفر به ماه را در سر دارد.
مِین (メイン Mein)
صداگذاری شده توسط: هیروکی توچی (ژاپنی); ویلیام سی. استفنز (انگلیسی)
یک کهنه‌سرباز اِج‌رانرز که فرماندهی گروهش را بر عهده دارد. او یکی از مشتریان گلوریا بود و به دیوید اجازه می‌دهد تا تحت رهبری او به گروهش ملحق شود.
دوریو (ドリオ)
صداگذاری شده توسط: میچیکو کایدن (ژاپنی); ماری وست‌بروک (انگلیسی)
دوست‌دختر مِین که در نبود وی جانشینش است.
پیلار (ピラル Piraru)
صداگذاری شده توسط: واتارو تاکاگی (ژاپنی); ایان جیمز کورلت (انگلیسی)
یک متخصص فنی  بد دهن و یکی از اعضای گروه مِین. او همچنین برادر بزرگتر ربکا است.
کیوی (キーウィ Kīwi)
صداگذاری شده توسط: تاکاکو هوندا (ژاپنی); استفانی وونگ (انگلیسی)
یک نت‌رانر کهنه‌سرباز که اغلب سرد و بی‌تفاوت است و یکی از اعضای گروه مِین به‌شمار می‌رود. او همچنین مربی لوسی است.
فالکو (ファルコ Faruko)
صداگذاری شده توسط: یاسویوکی کاسه (ژاپنی); متیو مرسر (انگلیسی)
یکی از اعضای گروه مین که به عنوان راننده گروه کار می‌کند.
ربکا (レベッカ Rebekka)
صداگذاری شده توسط: تومویو کوروساوا (ژاپنی); Alex Cazares (انگلیسی)
یک اِج‌رانرز جوان و شاد و یکی از اعضای گروه مِین. او همچنین خواهر کوچکتر پیلار است.
فارادی (ファラデー Faradē)
صداگذاری شده توسط: کازوهیکو اینوئه (ژاپنی); جانکارلو اسپوزیتو (انگلیسی)
کارچاق‌کنی که برای میلی‌تک کار می‌کند. او با تیم مِین رابطه تجاری دارد و اغلب آن‌ها را برای انجام کارهایی استخدام می‌کند که معمولاً شامل انجام جاسوسی شرکتی علیه آراساکا می‌شود.
آدام اسمشر (アダム・スマッシャー Adamu Sumasshā)
صداگذاری شده توسط: یوکیهیرو میسونو (ژاپنی); الک نیومن (انگلیسی)
یک ابرسرباز تشنه به خون و کاملاً سایبرنتیک که به عنوان رئیس سرویس امنیتی برای آراساکا کار می‌کند. صداپیشه انگلیسی او، الک نیومن، به تکرار نقش او از سایبرپانک ۲۰۷۷ می‌پردازد.
ریپرداک (リパードク Ripādoku)
صداگذاری شده توسط: کنجیرو تسودا (ژاپنی); Borge Etienne (انگلیسی)
یک دکتر ریپر محلی که به ارتقاء و نصب ایمپلنت‌های سایبرنتیک دیوید کمک می‌کند و همچنین داروی سرکوب‌کننده سیستم ایمنی مورد نیاز را برای او فراهم می‌کند.
گلوریا مارتینز (グロリア・マルティネス Guroria Marutinesu)
صداگذاری شده توسط: یوریکا هینو (ژاپنی); گلوریا گارایوآ (انگلیسی)
مادر دیوید و یک امدادگر که برای پرداخت هزینه شهریه پسرش در آکادمی آراساکا تا حد مرگ کار می‌کند.